# 鄭幸生
鄭幸生（阿美語：Mayaw，1960年1月22日—），生於台灣台東市，阿美族人，前職業棒球選手與教練，綽號鯊魚。球員時期，曾經效力於中華職棒三商虎隊，守備位置為游擊手。

## 經歷
- 台東縣復興國小少棒隊
- 台東縣卑南國中青少棒隊
- 臺中市宜寧中學青棒隊
- 文化大學棒球隊
- 空軍虎風棒球隊
- 兄弟飯店棒球隊
- 合作金庫棒球隊
- 三商行棒球隊
- 中華職棒三商虎隊（1990年－1994年）
- 中華職棒味全龍隊教練（1996年－1999年）
- 台灣大聯盟高屏雷公隊教練（2000年）
- 中國棒球隊客座教練
- 台東體中青棒隊教練
- 中華職棒第一金剛隊教練（2003年）
- 中華職棒La New熊隊教練（2004年）
- 台中市中山國中青少棒隊教練
- 桃園縣仁和國中青少棒隊教練（2005年－2007年）
- 台北市陽明高中青少棒隊教練（2007年）
- 苗栗縣大成中學青棒隊總教練（2010年－2012年）
- 苗栗縣育民工家青棒隊總教練（2012年－2014年）
- 新竹縣仰德高中青棒隊總教練（2015年－2018年）
- 台東綺麗珊瑚成棒隊總教練（2021年－）

## 職棒生涯成績
| 年度   | 球隊   | 出賽 | 打數 | 安打 | 全壘打 | 打點 | 盜壘 | 四死球 | 三振 | 壘打數 | 雙殺打 | 打擊率 |
| ------ | ------ | ---- | ---- | ---- | ------ | ---- | ---- | ------ | ---- | ------ | ------ | ------ |
| 1990年 | 三商虎 | 72   | 269  | 83   | 2      | 27   | 6    | 9      | 38   | 104    | 5      | 0.309  |
| 1991年 | 三商虎 | 72   | 260  | 72   | 4      | 20   | 1    | 16     | 37   | 94     | 4      | 0.277  |
| 1992年 | 三商虎 | 74   | 236  | 54   | 2      | 17   | 3    | 12     | 32   | 69     | 8      | 0.229  |
| 1993年 | 三商虎 | 59   | 166  | 43   | 1      | 11   | 5    | 13     | 25   | 52     | 4      | 0.258  |
| 1994年 | 三商虎 | 61   | 135  | 35   | 0      | 7    | 2    | 11     | 18   | 42     | 3      | 0.259  |
| 合計   | 5年    | 398  | 1066 | 287  | 9      | 82   | 17   | 61     | 150  | 361    | 24     | 0.269  |

## 特殊事蹟
1990年，中華職棒元年的第一個球季，鄭幸生創下開季連續21場安打紀錄；此紀錄長期未被打破，被稱為「鯊魚障礙」。2016年，中信兄弟蔣智賢追平紀錄，與鄭幸生並列為中職開季連續安打紀錄保持人。
2016年5月3日，中信兄弟張志豪打破開季連續21場安打紀錄（一直到30場）。

## 外部連結
- 鄭幸生在台灣棒球維基館上的頁面（繁體中文）